# 27. september
27. september je 270. dan leta (271. v prestopnih letih) v gregorijanskem koledarju. Ostaja še 95 dni.

## Dogodki
- 1540 – Papež Pavel III. z bulo Regimini militantis Ecclesiae pravno potrdi jezuitski cerkveni red
- 1687 – beneška topovska krogla zadene atenski Parthenon in ga poruši
- 1825 – po progi med Darlingtonom in Stocktonom zapelje prva Stephensonova lokomotiva
- 1939 – Varšava kapitulira
- 1939 – Heinrich Himmler izda odlok o ustanovitvi centralnega urada za državno varnost
- 1940 – podpis trojnega pakta med Tretjim rajhom, Italijo in Japonsko
- 1941 – Sirija in Libanon razglasita pravico do neodvisnosti, a francoske enote ostanejo
- 1942 – Friedrich Rainer podeli Gorenjcem nemško državljanstvo, s čimer ti postanejo vojaški obvezniki
- 1942 – zadnji koncert Glenna Millerja
- 1962 – Abdul al Salal izvede državni udar v Jemnu
- 1964 – Warrenova komisija sporoči, da je bil Lee Harvey Oswald edini atentator na J. F. Kennedyja
- 1989 – skupščina SR Slovenije sprejme ustavna dopolnila, ki utrdijo slovensko avtonomijo znotraj SFRJ in omogočijo prehod v parlamentarno demokracijo
- 1990 – Iran in Združeno kraljestvo obnovita diplomatske stike
- 1996 – talibi zavzamejo Kabul
- 2000 – v Srbiji se pričnejo nemiri zaradi volilnih goljufij Slobodana Miloševića
- 2014 – v eksploziji japonskega vulkana Mount Ontake, umre 51 planincev in pohodnikov

## Rojstva
- 1271 – Venčeslav II. Češki, kralj Češke, kralj Poljske, vojvoda Krakova († 1305)
- 1275 – Ivan II., vojvoda Brabanta († 1312)
- 1300 – Adolf Wittelsbaški, pfalški grof († 1327)
- 1507 – Guillaume Rondelet, francoski naravoslovec, zdravnik († 1566)
- 1533 – Štefan Báthory, transilvanski knez, poljski kralj in litovski veliki knez († 1586)
- 1601 – Ludvik XIII., francoski kralj († 1643)
- 1627 – Jacques-Bénigne Bossuet, francoski katoliški škof in teolog († 1704)
- 1722 – Samuel Adams, ameriški revolucionar († 1803)
- 1822 – Hiram Rhoades Revels, ameriški politik († 1901)
- 1854 – Aloys Lexa von Aehrenthal, avstrijski politik († 1912)
- 1862 – Louis Botha, južnoafriški general, državnik († 1919)
- 1880 – Jacques Thibaud, francoski violinist († 1953)
- 1904 – Edvard Kocbek, slovenski pisatelj, pesnik, esejist, prevajalec († 1981)
- 1947 – Meat Loaf, ameriški glasbenik († 2022)
- 1960 – Miro Klinc, slovenski glasbenik in skladatelj
- 1981 – Tomáš Petříček, češki politik
- 1988 – Maruša Ferk, alpska smučarka
- 1994 – Luka Horjak, slovenski jezikoslovec

## Smrti
- 1125 – Richeza Berška, češka vojvodinja žena  (* okoli 1095)
- 1162 – Odo II., burgundski vojvoda (* 1118)
- 1242 – Rajmond VII., touluški grof, izobčenec (* 1197)
- 1404 – Viljem iz Wykehama, angleški kancler, škof Winchesterja (* 1320)
- 1590 – Urban VII., papež italijanskega rodu (* 1521)
- 1612 – Piotr Skarga Powęski, poljski jezuit (* 1536)
- 1737 – Hubert Gautier, francoski inženir, znanstvenik (* 1660)
- 1832 – Karl Christian Friedrich Krause, nemški filozof (* 1781)
- 1833 – Ram Mohan Roy, indijski (bengalski) hindujski družbeni reformator in ustanovitelj gibanja Brahmo Samadž (* 1772)
- 1838 – Bernard Courtois, francoski kemik (* 1777)
- 1891 – Ivan Aleksandrovič Gončarov, ruski pisatelj (* 1812)
- 1917 – Edgar Degas, francoski slikar, kipar (* 1834)
- 1921 – Engelbert Humperdinck, nemški skladatelj (* 1854)
- 1940 – Walter Benjamin, nemški književni kritik, filozof judovskega rodu (* 1892)
- 1956 – Lucien Paul Victor Febvre, francoski zgodovinar (* 1878)
- 1959 – Hans Emil Wilhelm Grimm, nemški pisatelj (* 1875)
- 1961 – Hilda Doolittle, ameriška pesnica (* 1886)
- 1985 – André Kertész, ameriški fotograf madžarskega rodu (* 1894)
- 1986 – Cliff Burton, ameriški basist Metallice (* 1962)
- 2003 – Donald O'Connor, ameriški plesalec (* 1925)
- 2006 – Bruni Löbel, nemška igralka (* 1920)

## Prazniki in obredi
- Etiopija – praznik pravega križa
- svetovni dan turizma